# Seo Young-woo
Seo Young-woo (ur. 27 października 1991 w Seosanie) – południowokoreański bobsleista, wicemistrz olimpijski w czwórkach z Pjongczangu.
Dwukrotnie uczestniczył w zimowych igrzyskach olimpijskich. W 2014 roku w Soczi zajął 18. miejsce w dwójkach (wraz z nim wystąpił Won Yun-jong) oraz 20. w czwórkach (wraz z nim wystąpili Jun Jung-lin, Suk Young-jin i Won Yun-jong). W 2018 roku w Pjongczangu zajął szóste miejsce w dwójkach (razem z nim wystąpił Won Yun-jong), a w czwórkach zdobył srebrny medal (w zespole wystąpili również Jun Jung-lin, Won Yun-jong i Kim Dong-hyun), zajmując z niemieckim bobem ex aequo drugie miejsce. Był to pierwszy w historii medal olimpijski w bobslejach wywalczony przez zespół z Azji.